# Acrocryptus ater
Acrocryptus ater là một loài bọ cánh cứng trong họ Elateridae. Loài này được Philippi miêu tả khoa học năm 1873.